# GNOME Keyring
GNOME Keyring — сервіс (демон) gnome-keyring-daemon, призначений для безпечного зберігання інформації — імен користувачів і паролів. Конфіденційні дані зберігаються в зашифрованому вигляді і користувачеві достатньо ввести один головний пароль для отримання доступу до них.
GNOME Keyring — частина оточення стільниці GNOME і розробляється й підтримується проектом GnomeLive.

## GNOME Keyring Manager
GNOME Keyring Manager — застарілий інтерфейс для the GNOME Keyring. З версії GNOME 2.22 замість GNOME Keyring Manager використовується застосунок Seahorse.